# Дзвіночок (геральдика)
Дзвіночок — гербова фігура в геральдиці.
Поширений у вигляді невеликого сферичного дзвіночкка. Фігура рідко зустрічається як основна геральдична фігура. Дзвіночок часто зустрічається в гербі в поєднанні з іншими геральдичними фігурами. Геральдичні тварини включають корів, биків і овець, у яких на шиї висить дзвіночок на стрічці. Його ставлять на голову сокола за допомогою ковпака або кріплять на підставку. Дзвіночок на шапці дурня є символом дурості, але дзвіночок можна зустріти і на одязі звичайних людей.
Дзвіночки також використовуються у верхньому гербі як прикраси нашоломника. Для того, щоб розрізнити родини, цю звукову фігуру можна знайти в главі щита, у вільній частині або в чвертьполі.
Забарвлення фігури може бути відповідно до геральдичних варіантів. Однак кращими є золото або срібло без будь-якого особливого значення. Язичок здебільшого такого ж кольору, як і колір дзвоника. Число більше трьох на гербі зустрічається рідко, як і вибір фігури герба для представлення прізвища Шелле(n) або Шелленбергер та подібних комбінацій промовистих імен.
Дзвіночок завжди слід згадувати в описі як другорядну фігуру чи геральдичну прикрасу тварини.

Засіяне дзвіночками поле
Шляхетський герб Яструбець
Шляхетський герб Унержинських
Шапка з дзвоником